# 1836 Komarov
1836 Komarov er en hovedbælteasteroide, der går i en bane indenfor asteroidefamilien Dora. Den blev opdaget den  26. juli 1971 af Nikolaj Stepanovitsj Tsjernykh ved Krim-observatoriet i Nauchnij.